# Injektivna funkcija
Za funkciju {\displaystyle f(x)\colon X\rightarrow Y} kažemo da je injektivna funkcija ili samo injekcija ako ne postoje dva različita elementa domene, a koji se preslikavaju u neki isti element iz kodomene.
To znači da se svi elementi iz domene preslikavaju u međusobno različite elemente iz kodomene (funkcija ne "lijepi" različite elemente u isti).

## Definicija
Zapisano simboličkom logikom, {\displaystyle f(x)\colon X\rightarrow Y} je injektivna ako vrijedi:
{\displaystyle (\forall a,b\in X)\ ((a\neq b)\Rightarrow (f(a)\neq f(b))}
što je logički ekvivalentno tvrdnji:
{\displaystyle (\forall a,b\in X)\ ((f(a)=f(b))\Rightarrow (a=b))}